# آب‌چنار (خانمیرزا)
آب‌چنار، روستایی در دهستان ارمند بخش ارمند شهرستان خانمیرزا در استان چهارمحال و بختیاری ایران است.

## جمعیت
بر پایه سرشماری عمومی نفوس و مسکن در سال ۱۳۹۵، جمعیت این روستا برابر با ۱٬۱۶۳ نفر (۲۹۴ خانوار) بوده‌است.